# Zdziegod
Zdziegod, Zdzigod – staropolskie imię męskie, złożone z dwóch członów: Zdzie- (Zdzi-) ("uczynić, zdziałać, zrobić") i -god ("dopasować, czynić odpowiednim").